# Сергеевская (Верховажский район)
Сергеевская — деревня в Верховажском районе Вологодской области.
Входит в состав Нижне-Важского сельского поселения (до 2015 года входила в Наумовское сельское поселение), с точки зрения административно-территориального деления — в Наумовский сельсовет.
Расстояние по автодороге до районного центра Верховажья — 4,8 км, до центра муниципального образования Наумихи — 6,7 км. Ближайшие населённые пункты — Большедворская, Дудорово, Павлогорская, Моисеевская, Афонинская.
По переписи 2002 года население — 2 человека.